# Frairie

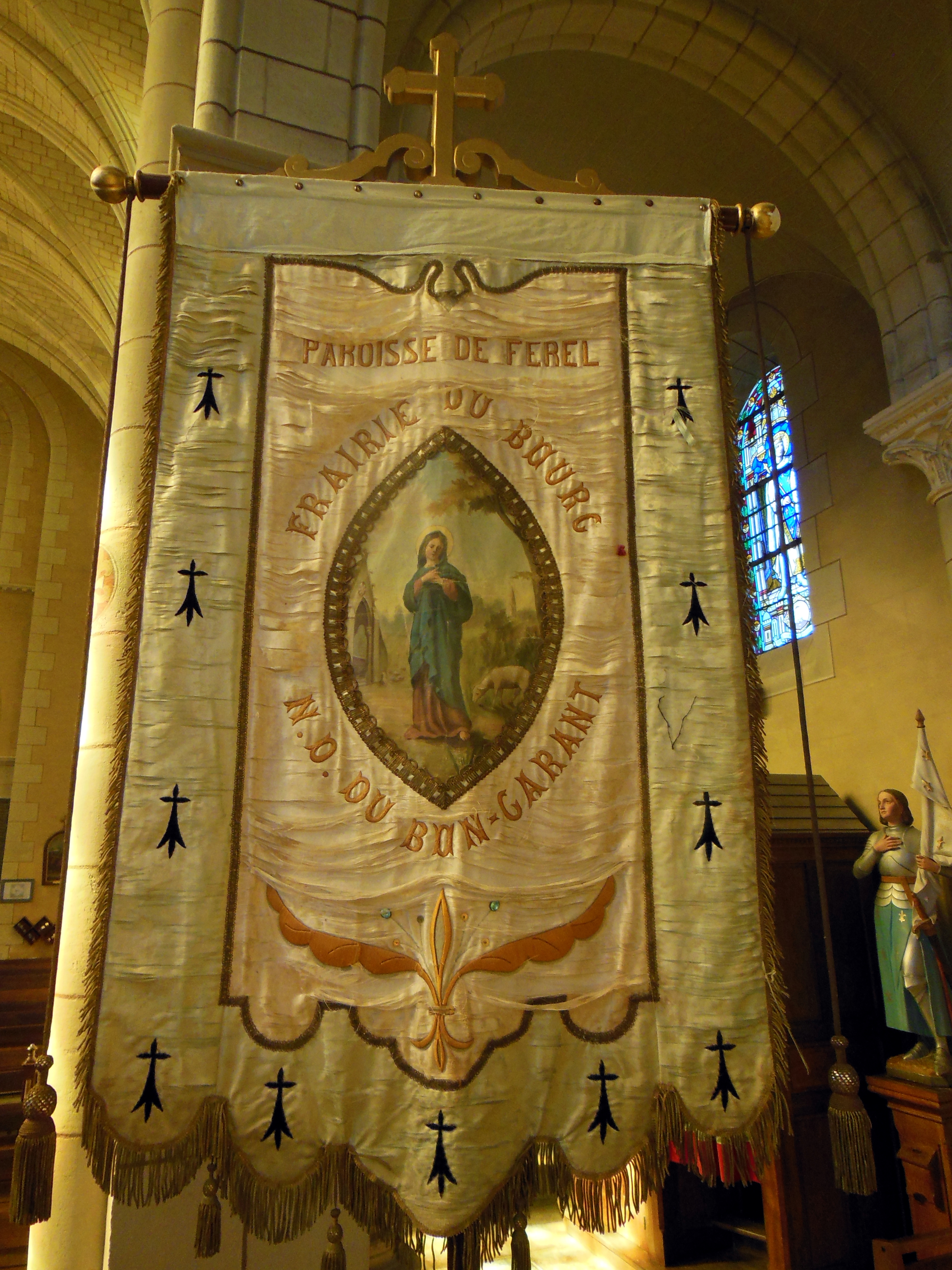
Bannière de la frairie du bourg, rattachée à la paroisse de Férel, dans le Morbihan. Église Notre-Dame-du-Bon-Garant.

Une frairie est une subdivision de paroisse, apparue au Moyen Âge et qui a survécu jusqu'à la Révolution française. Les frairies n'existaient que par endroits dans le royaume de France, en revanche elles étaient très fréquentes dans le duché de Bretagne.

## Étymologie
Du latin classique fratria de phratrie (division de la tribu chez les Grecs), attesté en latin chrétien au sens de « confrérie » (v. Blaise), du gr. φρατρία de même sens, de φράτηρ « membre d'une phratrie » ; forme frerie d'apr. frère, écrite « -ai- » par réaction étymologique.

## Définition
Le terme peut prendre plusieurs sens.
Sur le plan religieux, la frairie était le groupement des habitants du voisinage, cimenté par plus d'union, de fraternité ; c'était une subdivision de la paroisse avec son centre constitué par le village le plus important ou le plus ancien. La frairie possédait souvent son saint protecteur, presque toujours sa chapelle dite « frairienne », souvent ses réunions, et de temps en temps ses assemblées dont les pardons étaient encore l'image, la survivance, au milieu du XXe siècle en Bretagne. Ainsi, la paroisse de Blain en Pays nantais était-elle depuis le IXe siècle divisée en frairies dont le nombre et le centre varièrent au cours des siècles. Celle de Plougonven (Finistère) était divisée en neuf frairies ; celle de Guerlesquin (Finistère) était subdivisée en quatre frairies : bourg, Kerivoal, Le Fanet, Penarc'hoat.
Sur le plan laïc, en vieux français, le mot frairie désigne la fête locale annuelle d'un village, organisée généralement sur deux ou trois jours consécutifs en été autour d'un événement particulier (course cycliste, cavalcade, feu d'artifice, brocante, repas champêtre, animations diverses, etc.) et rassemblant le plus souvent des attractions foraines. Être d'une frairie ou faire frairie signifie faire la fête et bonne chère.